# Louay Chanko
Louay "Lolo" Chanko (Arabisk: لؤي شنكو) er en svensk/syrisk tidligere professionel fodboldspiller. Han spillede blandt andet for AaB i Danmark, AEK Athen i Grækenland samt for Malmö FF i Sverige.
Han scorede sit første mål for AaB mod SønderjyskE direkte på frispark.
Chanko har, som en af meget få i verden, spillet landskampe for 2 lande. Han spillede d. 13. januar 2008 en venskabskamp for Sverige mod Costa Rica, og fik d. 8. juni 2008 samme år debut på det syriske landshold til en VM 2010-kvalifikationskamp mod Kuwait. Han nåede at spille syv landskampe for Syrien.